# Scottdale, Georgia
Scottdale är en ort (CDP) i DeKalb County, i delstaten Georgia, USA. Enligt United States Census Bureau har orten en folkmängd på 10 631 invånare (2010) och en landarea på 9,1 km².